# Dendral
Dendral je bio utjecajan pionirski projekt u umjetnoj inteligenciji (AI) 1960-ih, a i računalni softver stručnog sustava koji je proizveo. Njegov zadatak je bio naučiti sve hipoteze i otkrića u znanosti. Za to je za njega izabran konkretan zadatak: Pomoć organskim kemičarima u identificiranju nepoznatih organskih molekula, analizirajući njihov maseni spektar, koristeći pritom znanje iz kemije. To je učinjeno na Sveučilištu u Stanfordu s Edwardom Feigenbaumom, Bruceom Buchananom, Joshuom Lederbergom, Carlom Djerassijem i s timom visoko kreativnih istraživačkih suradnika i studenata. Početak je bio 1965. i obuhvaća otprilike pola povijesti istraživanja umjetne inteligencije.
Program Dendral se smatra prvim stručnim sustavom jer je automatizirao proces donošenja odluka i rješavanja problema, ponašanjem organskih kemičara. Projekt se sastojao od istraživanja na dva glavna programa Heuristic Dendral i Meta-Dendral, te nekih drugih potprograma. Bio je pisan u programskom jeziku Lisp-u, koji se smatrao jezikom umjetne inteligencije zbog svoje fleksibilnosti. 
Mnogi sustavi su izvedeni od Dendral-a, uključujući MYCIN, MOLGEN, MACSYMA, PROSPECTOR, XCON i STEAMER.

## Heuristički Dendral
Heuristic Dendral je program koji koristi maseni spektar ili druge eksperimentalne podatke, zajedno s bazom znanja kemije, kako bi dobio niz mogućih kemijskih struktura koje mogu biti odgovorne za proizvodnju podataka. Maseni spektar spojeva je proizveden pomoću masenog spektrometra, a koristi se za određivanje molekularne mase, zbrajajući atomske mase njegovih sastojaka. Na primjer, molekula vode (H2O), ima masu od 18, vodik ima masu od 1,01, a kisik 16,00,  njegov maseni spektar ima vrh na 18 jedinica. Heuristički Dendral bi koristilo ove mase i znanje o atomskim masama i valentnih pravila, kako bi utvrdio moguće kombinacije atomskih sastojaka čija će ukupna masa biti 18. Kako se mase povećavaju i molekule postaju sve složenije, broj mogućih spojeva se povećava drastično.
Novi graf-teoretski algoritam su izmislili Lederberg, Harold Brown, i drugi koji stvaraju sve grafove s određenim skupom čvorova i spojeva (kemijske atome i spojeve ) - s ili bez ciklusa. Štoviše, tim je uspio matematički dokazati da je generator potpun, u smislu da proizvodi sve grafove s navedenim čvorovima i rubova, te da izlaz ne sadrži iste grafove (npr. zrcalne slike). CONGEN program, kao što je postao poznat, razvijen je u velikoj mjeri od računalnih kemičara Ray Carhart-a, Jim Nourse-a i Dennis Smith-a. Bio je jako koristan za kemičare koji su radili sami s programom za generiranje kemijskih grafikona koji su prikazivali cijeli popis objekata koji zadovoljavaju ograničenja specificirane od strane korisnika.

## Meta Dendral
Meta-Dendral je sustav za strojno učenje, koji dobiva niz mogućih kemijskih struktura i pripadajući spektra mase kao ulaz, te predlaže skup pravila masene spektrometrije koji povezuju strukturne značajke s procesima koji proizvode maseni spektar. Ova pravila će se pohraniti natrag u Heuristic Dendral te će se potom testirati na njihovu primjenjivost. Dakle, "Heuristic Dendral je sustav za rad, a Meta-Dendral je sustav za učenje". Program se temelji na dvije važne značajke: Plan-generate-test paradigma i inženjerskih znanja.

### Plan-generate-test paradigma
Plan-generirate-test paradigma je osnovna organizacija metode rješavanja problema te se ta paradigma koristi za Heuristic Dendral i Meta-Dendral sustav. Generator (kasnije nazvan CONGEN) generira potencijalna rješenja za određeni problem, koji se onda prikazuje kao kemijski graf u Dendral-u. Međutim, to je moguće samo kada je broj rješenja minimalan. Kada postoji veliki broj mogućih rješenja, Dendral mora pronaći način da stavi ograničenja na pravila iz velikih skupova rješenja. To je primarni cilj Dendral planera, koji je "stvaratelj hipoteza" program koji zapošljava "zadatkom specifična znanja kako bi pronašao ograničenja za generator". Na kraju tester analizira svaki ponuđeno rješenje kandidata i odbacuje one koje ne ispunjavaju određene kriterije. Ovaj mehanizam plan-generate-test paradigma je ono što drži Dendral zajedno.

### Inženjerstvo Znanjem
Primarni cilj inženjerstva znanjem je ostvariti produktivnu interakciju između dostupne baze znanja i tehnika rješavanja problema. To je moguće kroz razvoj postupka u kojem su velike količine zadataka specifičnih informacija kodirane u heurističke programe. Dakle, prva bitna komponenta inženjerstva znanjem je velika "baza znanja". Dendral ima specifična znanja o tehnici masene spektrometrije, velikom količinom informacija koje čine osnovu za kemiju i grafovne teorije te informacija koje bi mogle biti od pomoći u pronalaženju rješenja za određene kemijske strukture i određenih problema. Ta "baza znanja" se koristi i za traženje mogućih kemijskih struktura koje se podudaraju s ulaznim podatacima, te stvoriti nove "opća pravila" koje pomažu u skraćivanju pretraživanja. Korisnost koju pruža Dendral krajnjem korisniku, čak i nekome tko nije stručnjak (ekspert), je minimiziran skup mogućih rješenja koje je moguće pregledati ručno.

## Heuristika
Heuristika je opće pravilo, algoritam koji ne jamči rješenje, ali smanjuje broj mogućih rješenja, odbacujući ona s malom vjerojatnoćom i nebitna rješenja. Korištenje heuristie za rješavanje problema se zove "heurističko programiranje", i korišten je u Dendral-u kako bi se omogućilo da se umnožavaju u strojevne procese kroz koje bi ljudske stručnjake naveli na rješenje problema putem općih pravila i određenih informacija.
Heurističko programiranje je bio glavni pristup i veliki korak naprijed u umjetnoj inteligenciji, što je dopustilo znanstvenicima da napokon automatiziraju neke određene osobine ljudske inteligencije.Postalo je jako popularno među istaknutim znanstvenicima u kasnim 1940-tim kroz George Polya-eve knjge " How To Solve It "(kako to riješiti) i "A New Aspect of Mathematical Method" (novi aspekt matematičke metode). Kako je rekao Herbert A. Simon u umjetnoj znanosti, "ako se uzme heuristički zaključak kao sigurno rješenje, moguće je da ćete biti prevareni i razočarani, ali ako zanemarimo heurističke zaključke u potpunosti onda nećete napraviti nikakav napredak."

## Povijest
Sredinom 20. stoljeća, došlo je do pitanja "mogu li strojevi misliti?" to pitanje je postalo jako zanimljivo i popularano među znanstvenicima, prvenstveno da se dodaju ljudske osobine u ponašanje stroja. John McCarthy, koji je bio jedan od glavnih istraživača na tom području, nazvao ovaj koncept strojevne inteligencije kao "umjetna inteligencija" (AI) u Dartmouthu ljeto 1956. godine. AI se obično definira kao sposobnost stroja za obavljanje poslova koja su analogna ljudskim kognitivnim sposobnostima. Veliki dio istraživanja kako bi stvorili AI je učinjeno tijekom 20. stoljeća.
Također polovicom 20. stoljeća, znanost, osobito biologija, suočena je s brzom većom potrebom za razvijanje "simbioze čovjek-računalo", kako bi pomogao znanstvenicima u rješavanju problema. Npr. strukturna analiza mioglobina, hemoglobina, te drugih proteina za koje je potrebno uporno razvijanje instrumenata zbog svoje složenosti.
Ranih 1960-ih, Joshua Lederberg je počeo raditi s računalima i ubrzo je postao veoma zainteresiran za kreiranje interaktivnih računala da mu pomognu u njegovim egzobiološkim istraživanjima. Naime, on je bio zainteresiran za dizajniranje računalnih sustava koji bi mu pomogli u proučavanju vanzemaljskih organskih spojeva. Kako on nije bio stručnjan na području kemije niti programiranja, je počeo je surađivati s kemičarom sa Stanforda Carlom Djerassijem da mu pomogne s kemijom, i s Edward Feigenbaum-om da mu pomogne s programiranjem, da automatiziraju proces utvrđivanja kemijske strukture iz izvorne mase spektrometrijskih podataka. Feigenbaum je stručnjak u programskim jezicima i heuristike, i pomogao je Lederberg-u u dizajniranju sustava koji će replicirati sve onako kako Carl Djerassi riješi strukturno određene probleme. Oni su uspjeli smisliti sustav pod nazivom dendritički algoritam (Dendral) koji je bio sposoban generirati sve moguće kemijske strukture koje odgovaraju podacima spektrometra masa kao izlaz. 
Dendral je tada još uvijek bio vrlo netočan u procjeni spektra ketona, alkohola i izomera kemijskih spojeva."Dendral tim" je zaposlio Bruce-a Buchanan da proširi Lisp program kojeg je izvorno napisao Georgia Sutherland. Buchanan je imao slične ideje i interese kao Feigenbaum i Lederberg, ali njegovi posebni interesi su bili znanstvena otkrića i stvaranje hipoteza. Kao što je Joseph November rekao u Digitizing Life:  Uvođenje računala u biologiju i medicinu "(Buchanan) je htio sustav (Dendral) koji bi sam našao neka nova otkrića, a ne da samo pomogne ljudima kako bi oni otkrili". Buchanan, Lederberg i Feigenbaum su osmislili "Meta-Dendral", koji je bio "stvaralac hipoteza". Heuristički Dendral "je poslužio kao predložak za slične sustave koji se temelje na bazi znanja kako bi se napravili takvi sustavi i za druga područja a ne samo da se fokusiraju na području organske kemije. Meta-Dendral je model sustava bogatog-znanja za učenje koje je kasnije kodificirano u Tom Mitchell-ovom najutjecajnijoj verziji svemirskog modela za učenje.